# Two-step
Le two-step désigne à la fois une danse dérivée de la polka, un mouvement de danse hip-hop qui mêle déhanchement et frottement de l'entrejambe ou un style de musique électronique typiquement anglais.

## Danse de couple
Le two-step est une danse de couple qui s'est développée aux États-Unis à la fin du XIXe siècle et qui eut cours jusqu'à l'entre-deux-guerres.

## Danse hip-hop
Au début du XXIe siècle, le two-step désigne un mouvement de danse hip-hop. Il participerait à la grande campagne de réhabilitation du R&B.

## Genre de musique électronique
Le 2-step (ou 2-step garage) désigne également un style de musique électronique. Il s'agit d'un sous-genre assez populaire du UK Garage. Il a des caractéristiques similaires aux autres genres de UK Garage, avec notamment des influences de soul, jazz, RnB, house et drum and bass.